# 三菱・ジンガー
ジンガー（英: Zinger）は三菱自動車工業および中華汽車(CMC) が台湾などで販売する5人または7人乗りMPVおよび2人乗りピックアップトラックである。
中華汽車（英:China Motor Corporation、略:CMC）ブランドのみで販売されている2代目以降についても同様に記述する。

## 概要
商用/レジャー使用を想定し、台湾で2005年11月に発表され、同年12月から発売を開始した。シャーシとエンジンの開発は三菱自動車の開発部門主導で行ったが、量産前含むその他の開発は、台湾で三菱車の製造・販売を行っている中華汽車でも行われた。
ロングホイールベースにより、クラス最大の荷室スペースを確保され、キャビンフロアをスペースギア同様にフルフラットに設計することで広大な収納スペースを確保している。また、荷物の積み下ろしが極めて容易な設計になっている。
CMC・Z7として中東諸国などに輸出されている。

## 初代 (2005年-2016年)
チャレンジャーのシャシーフレームを流用しているが、操縦安定性の向上を図るためサスペンション関係の設計は見直されている。特にリヤ廻りのサスペンションはリーフスプリングからコイルスプリングへと変更されている。デザインも含めてMPVとSUVのクロスオーバー的な性格の車種である。

### 歴史
- 2005年12月1日
  - 同月24日に販売されることを発表。価格は56.9万台湾ドルから[1]。
  - 61.9万台湾ドルの中間モデルには、CDステレオ、レザーシート、アルミホイール、ABS、フォグランプ等が標準装備されている。
  - 69.9万台湾ドルの最上位モデルには、サンルーフ、電動シート等が標準装備され、オプションでディスチャージヘッドランプとエアバッグが選択できる。
  - エンジンは当時台湾で販売されていたスペースギアと同じ4G64型エンジンを搭載している。
- 2007年3月1日
  - マイナーチェンジを実施[2]。
  - 前後バンパーにプロテクターや大型リアウイングが装備できるようになった。
- 2007年5月19日
  - 昨年初めのギャラングランダー輸出に続き、フィリピンへの輸出を開始[3]。フュージョン (英:Fuzion) の車名で販売される。フィリピンの他、ベトナム、中東、中南米へ輸出する予定である。
- 2008年9月11日
  - マイナーチェンジを実施。価格は52.8万台湾ドルから[4]。
  - 外観は、フロントグリル、バンパー、フォグランプカバーのデザインを変更したほか、リアバンパーとリアゲートのデザインを変更しテールランプをクリアにした。
  - 内装のデザインの変更はなかったが、内装色をベージュ色から黒色に変更された。
  - 新たに5速マニュアルトランスミッションを選択できるようになったほか、AT搭載車のエンジンが4G64から4G69MIVECへ換装された。
- 2008年9月27日
  - ベトナムのビナ・スター・モーターズにてCKD生産および販売が開始された[5]。組立部品は台湾から輸出される。
- 2008年10月23日
  - 傘下の東南汽車で製造・販売が開始[6]。
  - エンジンが4G63MIVECに変更されたほか、7人乗りが選択できるようになった。
  - 安全装備は、車線逸脱防止支援システム、ABS、EBD、エアバッグ等が標準装備されている。
- 2009年11月6日
  - マイナーチェンジを実施[7]。
  - 全モデルにヘッドライトに手動光軸補正機能とリアフォグランプが標準装備された。
- 2015年9月22日
  - 台湾でモデルチェンジが行われる。フィリピン向けのフュージョンは廃止。後継は三菱・エクスパンダー
- 2016年
  - 東南汽車での製造・販売を終了。

## 2代目 (2015年 - 2023年)
トランスミッションを除くエンジンやプラットフォームの構成は、ほぼ初代を踏襲している。一部のモデルではクルーズコントロールシステムが追加されている。政府の新車規制に対応して、タイヤ空気圧監視システムを装備した。

### 歴史
- 2015年9月22日
  - モデルチェンジを実施し国内商用車及びタクシー向けをメインに販売を開始。価格は61.3万台湾ドルから[8]。
  - 本モデルからブランドが中華汽車に変更され、5速マニュアルトランスミッションを廃止した。
  - 外観はヘッドライト、バンパー、フロントグリル、テールライト、テールゲート形状を刷新し、大型のリアウイングが追加された。
  - 内装は、センターコンソール上部に車両情報表示ディスプレイを新たに追加され、形状が変更された。シルバーのインパネを採用した。また、最上位モデルに6.95インチのタッチスクリーン操作可能なカーナナビが搭載されている。
  - エンジンそのものに変更はなく、トランスミッションに5速ATを新たに採用したが、最大馬力が159PSから136PSに、最大トルクが22.6kgmから21kgmに減少した。しかし、最大トルク発生回転数が4,500rpmから2,300rpmになり、実用性及び燃費に重視した仕様になっている。
  - 安全装備は、前席にSRSエアバックを標準装備したほか、下位モデルを除いてABSとEBDを標準装備した。
- 2017年3月2日
  - マイナーチェンジを実施。価格は61.3万台湾ドルから[9]。
  - 全グレードにオートライトが装備されたほか、下位モデルのスピーカー数が4個へ増加した。
- 2018年3月5日
  - マイナーチェンジを実施。価格は62.9万台湾ドルから[10]。
  - 中間モデルに本革巻きステアリングホイールやシフトノブ、シートを新たに標準装備とし、最上位モデルにはルーフレールが装備できるようになった。
- 2019年10月1日
  - 大幅改良を実施した後期型の販売を開始した。価格は65.9万台湾ドルから[11]。
  - 外観はヘッドライト、バンパー、フロントグリル形状を変更したほか、最上位モデルに225/55/R17の新作アルミホイールが装着され、新たにアイスホワイトとカンヤングレーの2色が追加された。
  - 内装は、2019年にマイナーチェンジを実施した三菱・デリカと同じステアリングホイールに変更したほか、最上位モデルにダークウッドグレインパネルや8インチディスプレイオーディオ装備され、デジタルメーターも大型になった。
  - 安全装備は、アクティブスタビリティコントロール、坂道発進補助装置、トラクションコントロールシステムが追加されたほか、最上位モデルにブラインドスポットモニターやパーキングレーダーが装備された。
- 2020年8月
  - マイナーチェンジを実施。価格は64.9万台湾ドルから[12]。
  - 全グレードに後席USBポートが装備されたほか、下位モデルのバンパーが黒色の無塗装素地に変更、最上位モデルにブラックレザーシートやピアノブラックのインパネが追加された。

## 3代目 (2023年 - )
今回のモデルチェンジから新たに7シートが追加され、上級モデルにはレベル2の運転支援が装備されている。
新たに4A95TD型 直列4気筒 1,481ccターボエンジン及び8速ATを搭載することで、燃費が10.5km/ℓから13.45km/ℓに向上した。
安全装備も追加され、全車速ACC、衝突被害軽減ブレーキシステム、車線逸脱防止支援システムが標準装備されている。

### 歴史
- 2023年9月26日
  - モデルチェンジを実施し販売開始[13]。車両価格は71.9万台湾ドルから。

## ジンガーピックアップ (2020年 - )
フリーカ ピックアップの後継モデルとして2020年9月3日に販売開始。
2代目ジンガーと同様タイヤ空気圧監視システムを装備しているほか、アクティブスタビリティコントロール、坂道発進補助装置、トラクションコントロールシステム、緊急ブレーキ警告システム等の安全装備やクルーズコントロール等の快適装備を搭載している。

### 歴史
- 2020年
  - 9月 - ピックアップトラックモデルの販売を開始。[15]。最大積載量は710Kg、車両価格は61.9万台湾ドルから。
- 2021年
  - 11月 - 三方開きのモデルの販売を開始[16]。最大積載量は621Kg、車両価格は61.9万台湾ドル。